# Иваново (Кадуйский район)
Иваново — деревня в Кадуйском районе Вологодской области.
Входит в состав Никольского сельского поселения, с точки зрения административно-территориального деления — в Никольский сельсовет.
Расположена на левом берегу реки Шулма. Расстояние по автодороге до районного центра Кадуя — 30 км, до центра муниципального образования села Никольское — 6 км. Ближайшие населённые пункты — Будиморово, Васильевская, Ивановское, Мелентьево, Никоновская, Прягаево, Сафоново, Слобода, Шутовская.
По переписи 2002 года население — 7 человек.